# Saint-Paul (Sabaudia)
Saint-Paul – miejscowość i gmina we Francji, w regionie Owernia-Rodan-Alpy, w departamencie Sabaudia.
Według danych na rok 1990 gminę zamieszkiwały 453 osoby, a gęstość zaludnienia wynosiła 34 osób/km² (wśród 2880 gmin regionu Rodan-Alpy Saint-Paul plasuje się na 1187. miejscu pod względem liczby ludności, natomiast pod względem powierzchni na miejscu 887.).